# Chéronvilliers
Chéronvilliers è un comune francese di 516 abitanti situato nel dipartimento dell'Eure, nella regione della Normandia.

## Società

### Evoluzione demografica
Abitanti censiti